# Fire Island Pines, Nova Iorque
Fire Island Pines (muitas vezes referido como The Pines, ou simplesmente Pines ou FIP ) é uma povoação do condado de Suffolk, Nova Iorque, Estados Unidos, localizada em Fire Island, uma ilha barreira na zona sul de Long Island.
Fire Island Pines e Cherry Grove são as áreas mais fortemente associadas à comunidade gay em Fire Island. A ilha tem sido referida como a primeira cidade gay e lésbica da América e serviu desde as décadas de 1920 e 1930 como um refúgio para turistas e outros que procuravam o ambiente mais liberal dos residentes na ilha.
The Pines, que é a zona residencial mais cara de Fire Island, tem aproximadamente 600 habitações e um condomínio de 100 unidades, e possui dois terços das piscinas de toda a ilha. A sua população é muito sazonal. Em 2004, apenas 12 pessoas listaram The Pines como a residência habitual, ao passo que no verão o número de habitantes pode variar entre os 2500 e os 3000.
Todas as deslocações e transporte são pedestres, em passadiços sobre a areia. Para carregar malas e mantimentos, utilizam-se carrinhos de mão.

## História

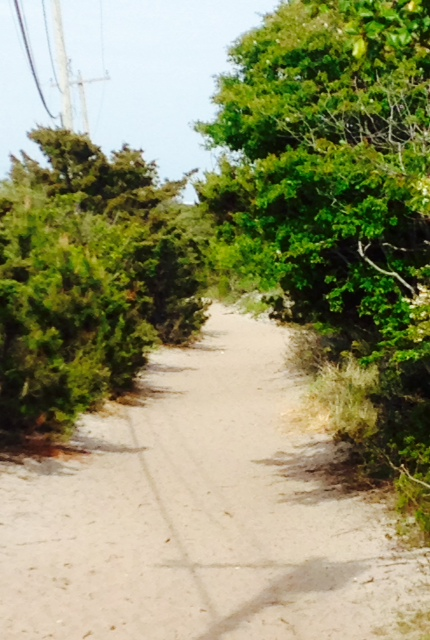
O caminho Judy Garland, une as comunidades de Cherry Grove e Fire Island Pines

O nome de Fire Island Pines tem origem nos pinheiros da região, que, segundo a lenda, começaram a crescer depois do naufrágio na sua costa de um navio carregado com árvores de Natal e azevinho, no final do século XIX.
Inicialmente, The Pines tinha apenas uma estação da Guarda Costeira, construída em 1876, conhecida como Lone Hill Saving Station. A área foi adquirida pela Home Guardian Company em 1924. Como não foram levantadas mais construções, a zona tornou-se popular como praia de nudismo, e os frequentadores acabaram por erguer construções temporárias. O "porto" é a zona onde se localizam todos os edifícios comerciais, incluindo uma marina e a doca para o ferry-boat de passageiros de Sayville e operações de carga e descarga.

### Incêndio
Em 14 de novembro de 2011, um grande incêndio destruiu o Pavilhão, um edifício de 1980, incluindo os estabelecimentos comerciais. Quarenta e três corporações de bombeiros de Long Island, com 400 bombeiros, estiveram envolvidas na extinção do incêndio. 

## Vida em The Pines

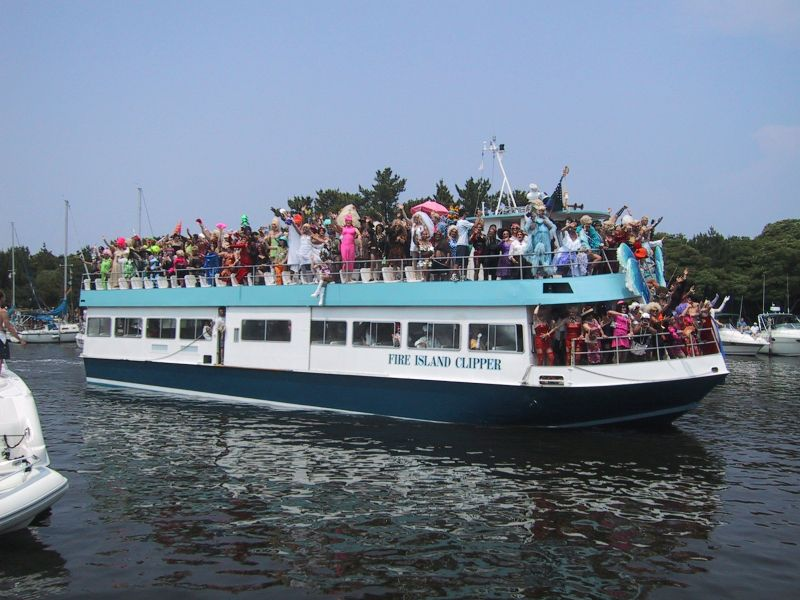
Um ferry com drag queens durante a Invasão de The Pines chega ao porto

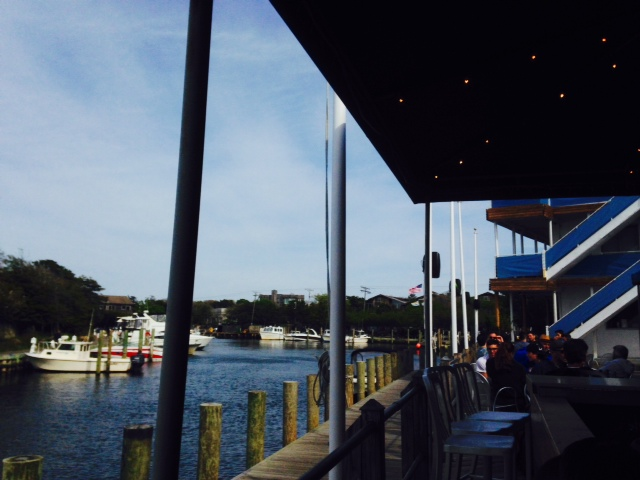
Vista da Marina Fire Island Pines a partir de um bar próximo

Embora toda a ilha de Fire Island tenha apenas uma população oficial de 310 pessoas, o número de residentes de verão é muito maior, especialmente nos fins de semana. Em The Pines, as grandes moradias são partilhadas no verão e a população é formada principalmente por homens gays com entre 20 a 50 anos de idade. É carinhosamente conhecida como "Chelsea nas dunas", uma referência a um dos bairros mais gay de Manhattan.
Todos os anos, durante a temporada de verão, ocorrem diversas festas e eventos de angariação de fundos de grande projeção, entre  os quais se incluem o festival de dança Fire Island Dance Festival, e as festas The Invasion, Pines Party e Ascension. O Fire Island Dance Festival é produzido pela organização Dancers Responding to AIDS, um programa da Broadway Cares / Equity Fights AIDS.
A Invasion of the Pines ("Invasão de The Pines") é um desfile de drag queens realizado todos os anos no dia 4 de julho, para comemorar a época em que Whyte, um dos maiores proprietários de The Pines, se recusou a prestar serviços a Terry Warren, uma drag queen. Depois de se passearem por The Pines, as drag queens proclamam a vitória e retornam a Cherry Grove.
A Pines Party, um festival de dança que dura a noite toda, é realizado em julho na praia, e é a reencarnação da antiga festa de angariação de fundos "Morning Party", organizada entre 1983 e 1998 pela GMHC. A "Morning Party" tinha-se transformado numa enorme festa, no entanto, o ganhou reputação de ser um local de eleição para o uso recreativo de drogas, o que contradizia a declaração de missão do GMHC, de prevenção do HIV/SIDA. A organização anunciou que deixaria de organizar o evento depois de ter ocorrido uma morte e 21 prisões na festa de 1998. A festa continuou a ocorrer, com o nome de Pines Party, no último fim de semana de julho. O dinheiro angariado destina-se a organizações menos conhecidas, tais como a Stonewall Community Foundation (que usa o dinheiro para ajudar as pessoas com HIV) e da Fire Island Pines Property Owners Association Charitable Foundation (que usa os fundos para fazer melhorias nas áreas comuns).

### Transporte
O acesso a Fire Island Pines faz-se normalmente por barco, com a maioria dos visitantes e residentes a chegarem num ferry-boar com partida de Sayville, onde se pode chegar de comboio vindo de Nova Iorque. Existe um serviço de hidroaviões durante o verão que liga Nova Iorque a The Pines. O serviço foi interrompido após os ataques de 11 de setembro, mas foi retomado em 2015.